# Vélez-Málaga
Vélez-Málaga település Spanyolországban, Málaga tartományban. Vélez-Málaga Algarrobo, Almáchar, Rincón de la Victoria, Macharaviaya, Iznate, Benamocarra, Benamargosa, Viñuela, Arenas, Sayalonga és Torrox községekkel határos. Lakosainak száma 85 990 fő (2024).

## Népesség
A település népessége az elmúlt években az alábbi módon változott:
| Lakosok száma | 56 233 | 61 797 | 69 604 | 74 190 | 78 467 | 77 808 | 79 878 | 81 643 | 83 899 | 85 990 |
|               | 2001   | 2004   | 2007   | 2009   | 2012   | 2014   | 2017   | 2019   | 2022   | 2024   |